# Fannie Lou Hamer
Fannie Lou Hamer ( /ˈheɪmər/; nombre de soltera Townsend; Condado de Montgomery, 6 de octubre de 1917 - 14 de marzo de 1977) fue una activista estadounidense por los derechos de las mujeres y el sufragio, organizadora comunitaria y líder del movimiento por los derechos civiles. Fue cofundadora y vicepresidenta del Partido Demócrata de la Libertad, al que representó en la Convención Nacional Demócrata de 1964. Hamer también organizó el Freedom Summer de Misisipi junto con el Comité Coordinador Estudiantil No Violento (SNCC). También fue cofundadora de la Asamblea Política Nacional de Mujeres, una organización creada para reclutar, capacitar y apoyar a mujeres de todas las razas que desean postularse para cargos gubernamentales.
Hamer comenzó el activismo por los derechos civiles en 1962, y continuó hasta que su salud empeoró nueve años después. Era conocida por su uso de himnarios espirituales y citas y su resiliencia al liderar el movimiento de derechos civiles para las mujeres negras en Misisipi. Fue extorsionada, amenazada, acosada, disparada y agredida por racistas, entre los cuales había miembros de la policía, mientras intentaba registrarse y ejercer su derecho al voto. Más tarde ayudó y alentó a miles de afroamericanos en Misisipi a convertirse en votantes registrados y ayudó a cientos de personas privadas de sus derechos en su área a través de su trabajo en programas como la Freedom Farm Cooperative. Se postuló sin éxito para el Senado de los Estados Unidos en 1964 y el Senado del Estado de Misisipi en 1971. En 1970, encabezó una demanda contra el gobierno del condado de Sunflower, Misisipi, por la continua segregación ilegal.
Hamer murió el 14 de marzo de 1977, a los 59 años, en Mound Bayou, Misisipi. La ceremonia de su fallecimiento contó con una amplia asistencia y su elogio fue pronunciado por el embajador de Estados Unidos ante las Naciones Unidas, Andrew Young. Fue incluida póstumamente en el National Women's Hall of Fame en 1993.

## Biografía
Townsend nació el 6 de octubre de 1917 en el condado de Montgomery, Misisipi, el último de los 20 hijos de Ella y James Lee Townsend. Después de que algunos de sus animales hubieran sido envenenados misteriosamente, sospechaba que un racista local lo había hecho; en relación con este incidente, ella dijo que: "nuestro ganado se envenenó. Nosotros sabemos [sic] este hombre blanco lo había hecho.. .  Ese hombre blanco lo hizo solo porque estábamos consiguiendo algunas cosas. A los blancos nunca les gusta ver que los negros tengan un poco de éxito. Todo esto no es ningún secreto en el estado de Misisipi".
En 1919 los Townsend se mudaron al condado de Sunflower, Misisipi para trabajar como aparceros en la plantación de WD Marlow. Desde los seis años Fannie recogió algodón con su familia. Durante los inviernos de 1924 a 1930 asistió a la escuela de una sola habitación que se proporcionaba a los hijos de los aparceros, abierta entre las temporadas de recolección. A Fannie le encantaba leer y se destacaba en concursos de deletrear y en recitar poesía, pero a los 12 años tuvo que dejar la escuela para ayudar a mantener a sus padres ancianos. A los 13 años, pesaba entre 90 y 140 kg de algodón al día mientras vive con poliomielitis.
Fannie continuó desarrollando sus habilidades de lectura e interpretación en el estudio de la Biblia en su iglesia; en años posteriores, Lawrence Guyot admiró su capacidad para conectar "las exhortaciones bíblicas por la liberación y [la lucha por los derechos civiles] en cualquier momento que quisiera y moverse dentro y fuera de cualquier marco de referencia". En 1944, después de que el dueño de la plantación descubrió su alfabetización, fue seleccionada como su guardián de tiempo y registro. Al año siguiente se casó con Perry "Pap" Hamer, un conductor de tractor en la plantación de Marlow, y permanecieron allí durante los siguientes 18 años.
Hamer y su esposo deseaban mucho formar una familia, pero en 1961, Hamer fue sometida a una histerectomía por un médico blanco sin su consentimiento mientras se sometía a una cirugía para extirpar un tumor uterino. La esterilización forzada era un método común de control de la población en Misisipi dirigido a mujeres afroamericanas pobres. Los miembros de la comunidad negra llamaron al procedimiento una "apendicectomía de Mississippi". Los Hamer adoptaron a dos niñas. Una murió de hemorragia interna después de que se le negara la admisión en el hospital local debido al activismo de su madre.
Hamer se interesó por el movimiento de derechos civiles en la década de 1950. Escuchó a líderes del movimiento local hablar en las conferencias anuales del Regional Council of Negro Leadership (RCNL), que se llevaron a cabo en Mound Bayou, Misisipi. Las conferencias anuales trataron sobre los derechos de voto de los negros y otros temas de derechos civiles a los que se enfrentaban las comunidades negras en el área.

## Activismo por los derechos civiles

### Ataques racistas blancos
El 31 de agosto de 1962, Hamer y otras 17 personas intentaron votar pero no pasaron una prueba de alfabetización, lo que significó que se les negó este derecho. Su jefe la despidió, pero su esposo tuvo que quedarse en la tierra hasta el final de la cosecha. Hamer se mudó de una casa a otra durante los siguientes días para protegerse. El 10 de septiembre, mientras estaba con su amiga Mary Tucker, Hamer recibió 15 disparos de racistas en un tiroteo desde un vehículo (Drive-by). Nadie resultó herido en el evento. Al día siguiente, Hamer y su familia fueron evacuados al cercano condado de Tallahatchie  durante tres meses, por temor a represalias del Ku Klux Klan por su intento de votar. El 4 de diciembre, justo después de regresar a su ciudad natal, fue al juzgado de Indianola para volver a tomar el examen de alfabetización, pero suspendió y fue rechazada. Hamer le dijo al registrador que "Me verá cada 30 días hasta que pase".

### Registrarse para votar
El 10 de enero de 1963 Hamer hizo la prueba de alfabetización por tercera vez. Tuvo éxito y se le informó que por fin era una votante registrada en el estado de Misisipi. Sin embargo, cuando intentó votar ese otoño, descubrió que su registro no le daba poder real para votar, ya que su condado también requería que los votantes tuvieran dos recibos de impuestos electorales. Este requisito había surgido en algunos estados (en su mayoría ex Confederados) después de que el derecho al voto fuera otorgado por primera vez a todas las razas por la ratificación en 1870 de la Decimoquinta Enmienda a la Constitución de los Estados Unidos. Estas leyes, junto con las pruebas de alfabetización y los actos de coerción del gobierno local, se utilizaron contra los negros y los nativos americanos.  Más adelante, Hamer pagó y adquirió los recibos de impuestos necesarios para poder votar. 
Hamer comenzó a involucrarse más en el Comité Coordinador Estudiantil No Violento (SNCC) después de estos incidentes.  Asistió a muchas Conferencias de Liderazgo Cristiano del Sur (SCLC), para las que a veces impartía clases, y también a varios talleres del SNCC. Viajó para reunir firmas para peticiones con vistas a intentar que se le otorgaran recursos federales para familias negras empobrecidas en todo el sur. También se convirtió en secretaria de campo para el registro de votantes y los programas de asistencia social del SNCC. Muchas de estas primeras acciones para intentar registrar más votantes negros en Misisipi se encontraron con los mismos problemas que Hamer había tenido al intentar registrarse ella misma.

### Brutalidad policial
Después de convertirse en secretaria de campo del SNCC en 1963, Hamer decidió asistir a una conferencia pro ciudadanía organizada por la Southern Christian Leadership Conference (SCLC) en Charleston, Carolina del Sur. Mientras viajaba en autobús junto con otros activistas, la fiesta se detuvo para un descanso en Winona, Misisipi. Algunos de los activistas entraron en un café local, pero la camarera les negó el servicio. Poco después, un patrullero de carreteras del estado de Misisipi sacó su garrote e intimidó a los activistas para que se fueran. Uno del grupo decidió anotar el número de placa del oficial; mientras lo hacía, el patrullero y un jefe de policía entraron al café y arrestaron al grupo. Hamer bajó del autobús y preguntó si podían continuar su viaje de regreso a Greenwood, Misisipi. En ese momento, los oficiales también la arrestaron. Una vez en la cárcel del condado, los compañeros de Hamer fueron golpeados por la policía en la sala de registro (incluida June Johnson, de 15 años, por no dirigirse a los oficiales como "señor"). Luego, a Hamer la llevaron a una celda donde la policía estatal ordenó a dos reclusas que la golpearan con una cachiporra. La policía se aseguró de que la sujetaran durante la paliza casi fatal y, cuando empezó a gritar, la golpearon más. Hamer también fue manoseada repetidamente por los agentes durante el asalto. Cuando intentó resistirse, dice que un oficial, "se acercó, tomó mi vestido, me lo subió por los hombros, dejando mi cuerpo expuesto a cinco hombres". Otra de su grupo fue golpeada hasta que no pudo hablar; un tercero, un adolescente, fue golpeado, pisoteado y desnudo. Un activista del SNCC vino al día siguiente para ver si podía ayudar, pero fue golpeado hasta que se le cerraron los ojos por no dirigirse a un oficial de la manera deferente que se esperaba.
Hamer fue liberada el 12 de junio de 1963. Necesitó más de un mes para recuperarse de las palizas y nunca se recuperó por completo. Aunque el incidente dejó profundos efectos físicos y psicológicos, incluido un coágulo de sangre sobre su ojo izquierdo y daño permanente en uno de sus riñones, Hamer regresó a Misisipi para organizar campañas de registro de votantes, incluida de la Votación por la Libertad de 1963, una elección simulada, y la iniciativa "Freedom Summer" del año siguiente. Los voluntarios de Freedom Summer la consideraban como una figura maternal que creía que el esfuerzo por los derechos civiles debería ser de naturaleza multirracial. Además de sus invitados "del norte", Hamer acogió a los estudiantes activistas de la Universidad de Tuskegee, Sammy Younge Jr. y Wendell Paris. Younge y Paris se convirtieron en grandes activistas y organizadores bajo la tutela de Hamer. (Younge fue asesinado en 1966 en una estación de servicio de Standard Oil en el condado de Macon, Alabama, por usar un baño "solo para blancos".)

### Partido Demócrata de la Libertad y carrera del Congreso
En 1964, Hamer ayudó a cofundar el Partido Demócrata por la Libertad de Misisipi (MFDP por sus siglas en inglés), en un esfuerzo por evitar los intentos del Partido Demócrata regional totalmente blanco de sofocar las voces afroamericanas, y para asegurar que hubiera un partido para todas las personas que no defendiera ninguna forma de explotación o discriminación (especialmente hacia las minorías).  Después de la fundación del MFDP, Hamer y otros activistas viajaron a la Convención Nacional Demócrata de 1964 para presentarse como la delegación oficial del estado de Misisipi. El testimonio televisado de Hamer fue interrumpido debido a un discurso programado que el presidente Lyndon B. Johnson pronunció ante 30 gobernadores en el Salón Este de la Casa Blanca, pero la mayoría de las principales cadenas de noticias transmitieron su testimonio más tarde esa noche a la nación, dando a Hamer y al MFDP mucha exposición.

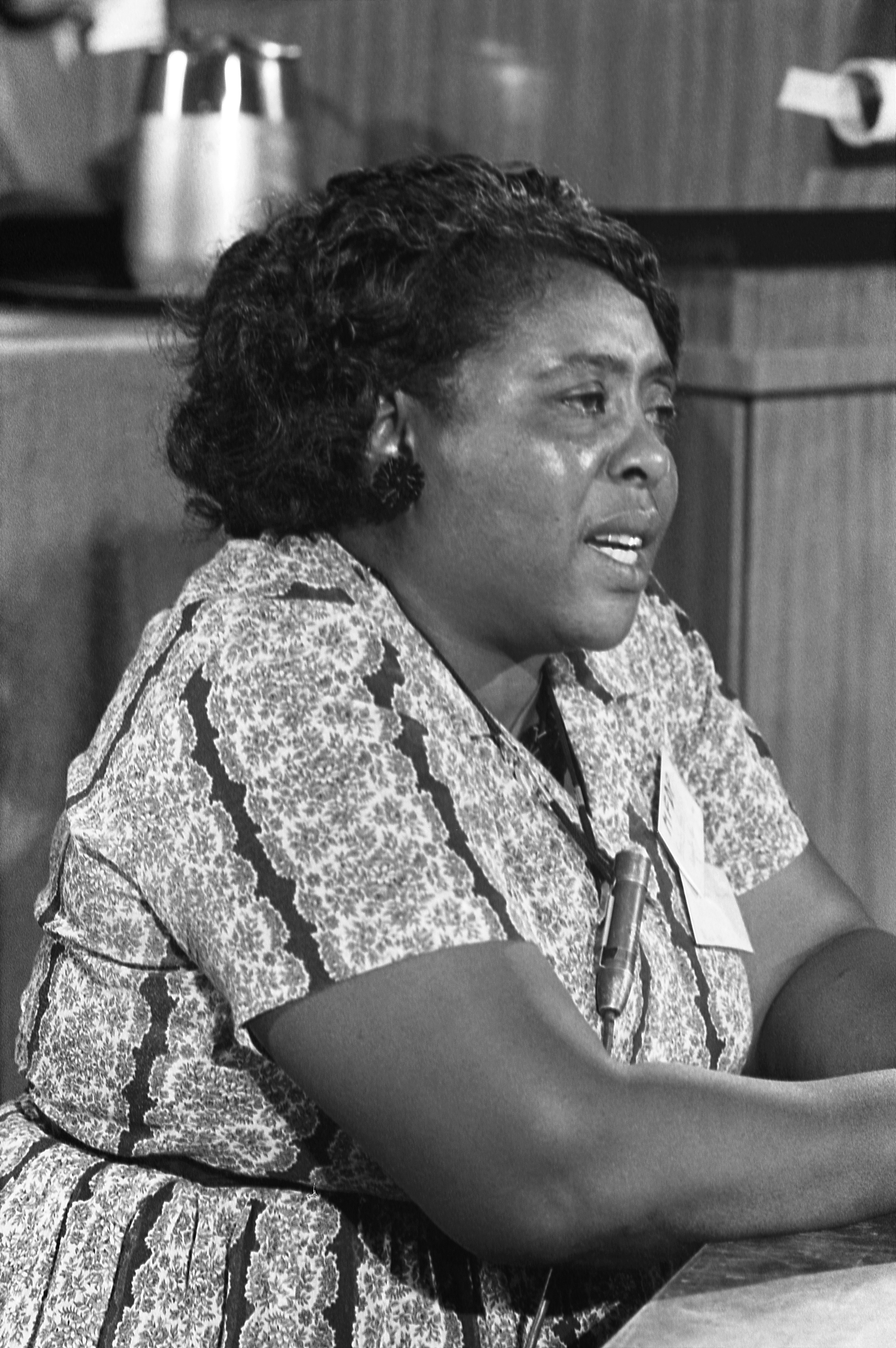
Hamer en la Convención Nacional Demócrata, Atlantic City, Nueva Jersey, agosto de 1964

El senador Hubert Humphrey intentó proponer un pacto en nombre de Johnson que le daría dos escaños al Partido Demócrata de la Libertad. Decía que esto conduciría a una convención reformada en 1968. El MFDP rechazó el pacto, porque, según Hamer: "No vinimos hasta aquí para pactar por menos de lo que nos había traído hasta aquí. No recorrimos todo este camino para no tener dos asientos cuando todos estamos cansados ". Después, todos los miembros blancos de la delegación de Misisipi se retiraron. 
En 1968 el MFDP finalmente se sentó después de que el Partido Demócrata adoptó una cláusula que exigía la igualdad de representación de las delegaciones de sus estados. En 1972, Hamer fue elegida delegada nacional del partido.
Prácticas de retórica
Hamer viajó por todo el país hablando en colegios, universidades e instituciones. No era rica, como lo confirmaba su vestimenta y su lengua vernácula. Es más, Hamer era una pobre mujer negra, baja y rechoncha, con un profundo acento sureño, lo que sonaba ridículo en la mente de muchos en su audiencia. Aunque solía dar discursos,  blancos y negros la miraban con condescendencia porque no tenía una educación formal. Por ejemplo, activistas como Roy Wilkins dijeron que Hamer era "ignorante" y el presidente Lyndon B. Johnson la despreciaba. Cuando se planteó que Hamer hablara como delegada en la Convención Nacional Demócrata de 1964, Hubert Humphrey dijo: "El presidente no permitirá que esa mujer analfabeta hable desde el salón de la convención". En 1964 Hamer recibió un título honorífico del Tougaloo College, para consternación de un grupo de intelectuales negros que pensaban que no merecía tal honor porque era "iletrada". Por otro lado, Hamer tenía seguidores como Ella Baker, Bob Moses, Charles McLaurin y Malcolm X que creían en su historia y en su capacidad para hablar. Estos partidarios y otros como ellos creían que, a pesar del analfabetismo de Hamer, "las personas que han luchado por mantenerse a sí mismas y a sus familias numerosas, las personas que han sobrevivido en Georgia, Alabama y Mississippi, han aprendido algunas cosas que debemos saber". Se sabía que Hamer generaba fuertes emociones en los oyentes de sus discursos, indicativos de su estilo de oratoria de "decir las cosas como son".
El estilo de Hamer para hablar y conectarse con el público se remonta a su educación y a la Iglesia Baptista negra a la que pertenecía su familia, que muchos ven como la fuente de su capacidad para convencer al público con palabras. Entretejido en sus discursos había un profundo nivel de confianza, conocimiento bíblico e incluso comedia de una manera que muchos no creían posible para alguien sin una educación formal o acceso al "poder institucionalizado". Hamer fue testigo de cómo su madre era lo suficientemente valiente como para caminar con una pistola oculta para proteger a sus hijos de los propietarios de tierras blancas que se sabía que golpeaban a los hijos de los aparceros. Además, la madre de Hamer inculcó un sentido de orgullo por ser negra cuando Hamer no lo veía como un beneficio cuando era niña. Además, el padre de Hamer era un predicador baptista que a menudo entretenía a la familia con bromas al final del día. Aunque Hamer solo llegó al sexto grado porque tuvo que ayudar a la familia trabajando en el campo, se destacó enormemente en lectura, ortografía y poesía, e incluso ganó concursos de ortografía. Su familia la animaba a recitar su poesía a la familia y a sus invitados.
Hamer se convirtió en supervisora de plantaciones, una posición que la convirtió en la persona clave que tenía que comunicarse tanto con los propietarios blancos como con los aparceros negros, lo que la ayudó a practicar la comunicación con diferentes tipos de personas. Cuando empezó a colaborar con el Movimiento de Derechos Civiles a principios de la década de 1960, las habilidades oratorias de Hamer se hicieron evidentes rápidamente; los líderes se sorprendían de cómo ella no escribía sus discursos, sino que los pronunciaba de memoria. El reverendo Edwin King dijo de Hamer: "Era una cocinera extraordinariamente buena de comidas caseras ... le gustaba mezclar, hacer lo que fuera y dárselo a la gente a medianoche después de que regresaran a casa de la cárcel o de algún otro lugar, con las especias o la receta perfecta para cada invitada, ... después de convertirse en oradora, comenzó a escoger las partes picantes que pondría en sus discursos. Ella siempre estaba haciendo lo mejor que podía con lo que tenía. La comida, las palabras, la voz o la canción, eligiendo entre ellos lo que se necesitaba para persuadir, consolar o agradar”. Cuando viajaba a diferentes conferencias, Hamer no solo pronunciaba discursos, sino que también cantaba, a menudo con los Freedom Singers. Charles Neblitt, uno de sus miembros, decía de Hamer: "La dejábamos cantar todas las canciones que hacíamos que ella conocía. Ella ponía todo su ser en su canto, añadiendo poder al grupo.. . Cuando alguien pone su yo interior en una canción, conmueve a la gente. Su canto mostraba el tipo de dedicación que tenía: la lucha y el dolor, la frustración y la esperanza.. . Su vida estaría en esa canción ".
La "lengua vernácula negra sureña" de Hamer, indicativa de la negación de los negros, en particular los sureños negros, al acceso al inglés estadounidense estándar, captura los sentimientos y experiencias de los sureños negros a pesar de esa falta de acceso. Según Davis Houck y Maegan Parker Brooks en The Speeches of Fannie Lou Hamer, "la designación 'negra' reconoce aspectos de la experiencia racializada de Hamer que influyeron en su discurso. Además, al describir el discurso de Hamer, encontramos que el término 'vernáculo' es más preciso que 'dialecto' o 'lengua' porque la etimología de 'vernáculo', tomada del latín vernáculo y verna, evoca un sentido de ser ambos 'nativos de una región 'y' subordinada a otra cosa'. En este sentido, 'vernáculo' se hace eco de la particularidad indicada por la distinción regional, ya que simultáneamente representa la relación de poder y dominación que Hamer desafió a través de sus palabras ".
Uno de los discursos más famosos de Hamer fue en la Williams Institutional Church en Harlem el 20 de diciembre de 1964, junto con Malcolm X. En el discurso, "Enfermo y cansado de estar enfermo y cansado", Hamer relataba la violencia y las injusticias que había experimentado al intentar registrarse para votar. Si bien destacaba los diversos actos de brutalidad que experimentó en el sur, tenía cuidado de vincular también el hecho de que los negros en el norte y en todo el país estaban sufriendo la misma opresión. La audiencia era un tercio blanca y le dio a Hamer una cálida recepción.

## Freedom Farm Cooperative y el activismo posterior
En 1964 Hamer se postuló sin éxito para un escaño en el Senado de los Estados Unidos. Continuó trabajando en otros proyectos, incluidos los programas Head Start a nivel de base y la Campaña de los Pobres de Martin Luther King, Jr. Con la ayuda de Julius Lester y Mary Varela, publicó su autobiografía en 1967. Dijo que estaba "cansada de tanta paliza" y que  "hay tanto odio. Sólo Dios ha mantenido cuerdo al negro".
Hamer buscó la igualdad en todos los aspectos de la sociedad. En opinión de Hamer, los afroamericanos no eran realmente libres si no se les brindaban las mismas oportunidades que a los blancos, incluida la industria agrícola. La aparcería era la forma más común de actividad e ingresos posteriores a la esclavitud en el sur. La era del New Deal se expandió de modo que muchos negros fueron desplazados física y económicamente debido a los variados proyectos que aparecían en todo el país. Hamer no deseaba que los negros dependieran de ningún grupo por más tiempo; por eso quería darles voz a través de un movimiento agrícola.
James Eastland, un senador blanco, estaba entre los grupos de personas que buscaban mantener a los afroamericanos privados de sus derechos y segregados de la sociedad. Su influencia en la industria agrícola global a menudo suprimía a los grupos minoritarios para mantener a los blancos como la única fuerza de poder en Estados Unidos. Hamer se opuso a esto y, en consecuencia, fue pionera promoviendo la Freedom Farm Cooperative (FFC) en 1969, en un intento de redistribuir el poder económico entre grupos y solidificar una posición económica entre los afroamericanos. En la misma línea que Freedom Farm Collective, Hamer se asoció con el Consejo Nacional de Mujeres Negras (NCNW por sus siglas en inglés) para establecer un programa de apoyo interracial e interregional llamado The Pig Project para proporcionar proteínas a las personas que antes no podían pagar la carne.
Hamer se propuso como misión hacer que la tierra fuera más accesible para los afroamericanos. Para hacer esto, puso en marcha un pequeño "banco de cerdos" con una donación inicial de la NCNW de cinco verracos y cincuenta cerdas. A través del banco de cerdos, una familia podía cuidar de una lechona preñada hasta que diera a luz a sucría; posteriormente, criarían a los lechones y los utilizarían como alimento y para obtener beneficios económicos.  En cinco años, miles de cerdos estaban disponibles para la cría. Hamer aprovechó el éxito del banco para comenzar a recaudar fondos para la principal corporación agrícola.  Pudo convencer al entonces editor de Harvard Crimson, James Fallows, para que escribiera un artículo que abogaba por las donaciones a la FFC. Finalmente, la FFC había recaudado alrededor de $ 8,000, lo que permitió a Hamer comprar 40 acres de tierra que anteriormente era propiedad de un agricultor negro que ya no podía permitirse ocupar la tierra. Esta tierra se convirtió en Freedom Farm. La finca tenía tres objetivos principales. Se trataba de establecer una organización agrícola que pudiera complementar las necesidades nutricionales de las personas más desfavorecidas de Estados Unidos; para proporcionar un desarrollo de vivienda aceptable; y crear una incubadora de empresas emprendedoras que proporcione recursos para nuevas empresas y reentrenamiento para aquellos con educación limitada pero experiencia laboral manual.
Con el tiempo, la FFC ofreció varios servicios adicionales, como asesoramiento financiero, un fondo de becas y una agencia de vivienda. La FFC ayudó a asegurar 35 viviendas financiadas por la Administración Federal de Vivienda (FHA) para familias negras con dificultades. Hamer logró adquirir un nuevo hogar, que sirvió de inspiración para que otros comenzaran a construir también. El FFC finalmente se disolvió en 1975 debido a la falta de financiación.
En 1971 Hamer cofundó la Asamblea Política Nacional de Mujeres. Hizo hincapié en el poder que las mujeres podrían tener actuando como una mayoría votante en el país independientemente de su raza o etnia, y dijo que "una madre blanca no es diferente de una madre negra. Lo único es que no han tenido tantos problemas. Pero lloramos las mismas lágrimas".

## Últimos años y muerte
Mientras se sometía a una cirugía en 1961 para extirpar un tumor, a Hamer, de 44 años, también se le practicó una histerectomía sin consentimiento por parte de un médico blanco; esto sucedía frecuentemente bajo el plan de esterilización obligatoria de Misisipi para reducir el número de negros pobres en el estado. A Hamer se le atribuye haber acuñado la frase "apendicectomía de Mississippi" como un eufemismo para referirse a la esterilización involuntaria o desinformada de mujeres negras, común en el sur en la década de 1960. Salió de un período prolongado en el hospital por agotamiento nervioso en enero de 1972, y fue hospitalizada nuevamente en enero de 1974 por un ataque de nervios. En junio de 1974 se decía que Hamer estaba en muy mal estado de salud. Dos años más tarde le diagnosticaron cáncer de mama y se sometió a una operación.
Hamer murió de complicaciones de hipertensión y cáncer de mama el 14 de marzo de 1977, a los 59 años, en el Hospital Taborian, Mound Bayou, Misisipi. Fue enterrada en su ciudad natal de Ruleville, Misisipi. Su lápida está grabada con una de sus famosas citas: "Estoy enferma y cansada de estar enferma y cansada".
Su servicio conmemorativo, celebrado en una iglesia, estaba completamente lleno. Se llevó a cabo un servicio en Ruleville Central High School, con una asistencia de más de 1.500 personas. Andrew Young, embajador de Estados Unidos ante las Naciones Unidas, habló en el servicio de RCHS y dijo: "Ninguno de nosotros estaría donde estamos ahora si ella no hubiera estado allí antes".

## Premios y reconocimientos

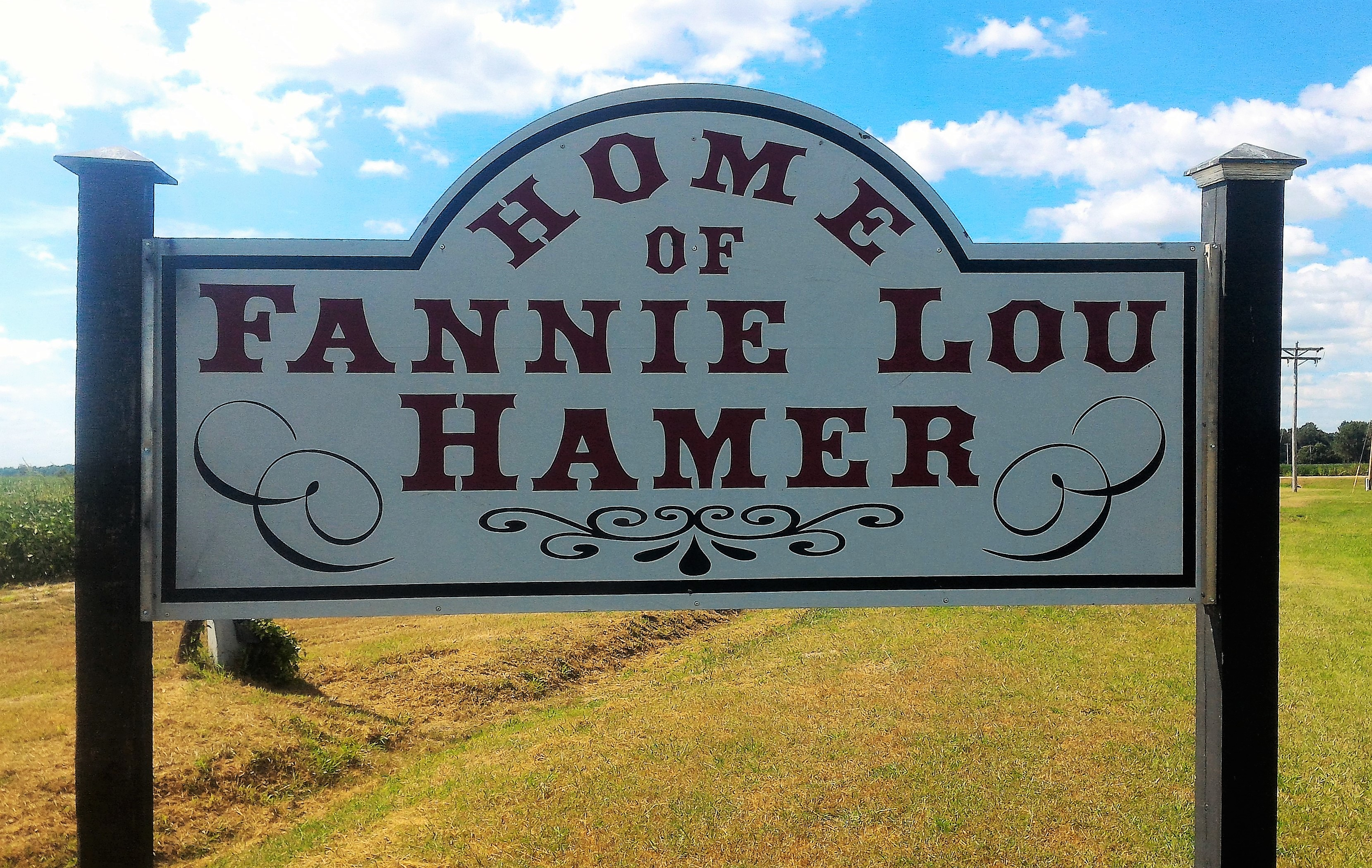
Un letrero en honor a Fannie Lou Hamer por su trabajo en Ruleville, Misisipi

Hamer recibió muchos premios tanto en vida como a título póstumo. Recibió un Doctorado en Derecho de la Universidad Shaw, y títulos honoríficos del Columbia College Chicago en 1970 y de la Universidad Howard en 1972. Fue incluida en el National Women’s Hall of Fame en 1993.
Hamer también recibió el Premio Paul Robeson de la sororidad Alpha Kappa Alpha, el Premio Mary Church Terrell de Delta Sigma Theta, el Premio Nacional al Servicio Meritorio de la Verdad Sojourner. Es miembro honorario de Delta Sigma Theta. La congresista de Texas Sheila Jackson Lee hizo un homenaje por su vida en la Cámara de Representantes de los Estados Unidos en el centenario de su nacimiento, el 6 de octubre de 2017.

## Tributos

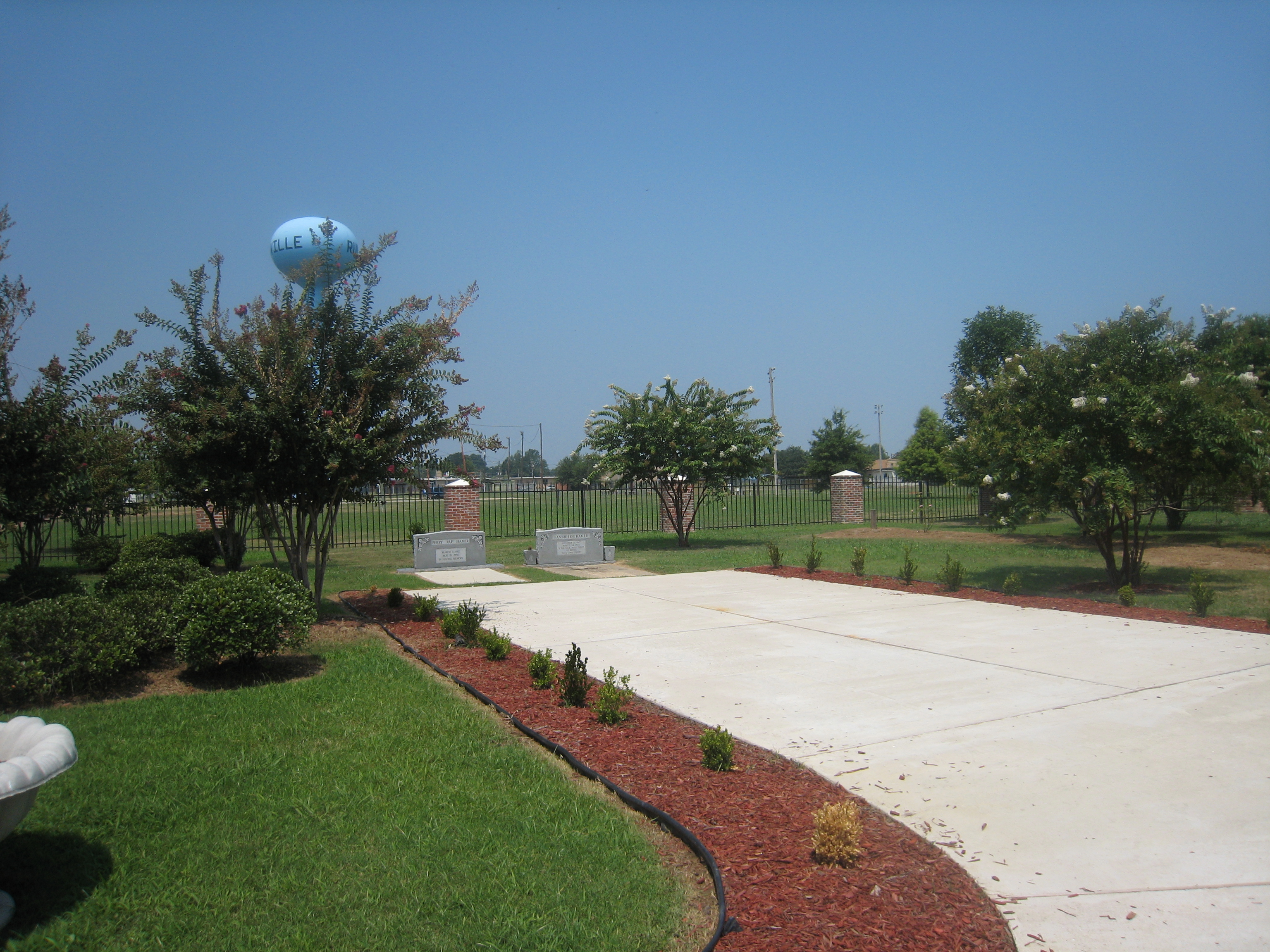
Fannie Lou Hamer Memorial Garden en Ruleville, Misisipi

En 1970 Ruleville Central High School celebró un "Día de Fannie Lou Hamer". Seis años más tarde, la propia ciudad de Ruleville celebró un "Día de Fannie Lou Hamer". En 1977, Gil Scott-Heron y Brian Jackson compusieron "95 South (All of the Places WW’ e Ben)", en honor a Hamer. Ta-Nehisi Coates describió una interpretación solista en vivo en 1994 de la canción como "una oda inquietante y sombría".
En 1994 la oficina de correos de Ruleville fue nombrada Oficina de Correos de Fannie Lou Hamer por una ley del Congreso. Además, el Instituto Nacional Fannie Lou Hamer sobre Ciudadanía y Democracia fue fundado en 1997 como un seminario de verano y un programa de talleres K-12.  En 2014 se fusionó con el Complejo de Educación en Derechos Civiles del Consejo de Organizaciones Federadas (COFO) en el campus de la Universidad Estatal de Jackson, Jackson, para crear el Instituto Fannie Lou Hamer @ COFO: Un Centro Educativo Interdisciplinario de Derechos Humanos y Civiles. El Instituto Hamer @ COFO ofrece una biblioteca de investigación y programas de divulgación. También hay una biblioteca pública Fannie Lou Hamer en Jackson.
Una colección de 2012 de suites del trompetista y compositor Wadada Leo Smith, que creció en el Misisipi segregado, Ten Freedom Summers incluye "Fannie Lou Hamer y el Mississippi Freedom Democratic Party, 1964" como una de sus 19 suites. Un libro ilustrado sobre la vida de Hamer, Voice of Freedom: Fannie Lou Hamer, Spirit of the Civil Rights Movement, fue escrito por Carole Boston Weatherford; ganó un premio Coretta Scott King. Hamer es también una de los 28 íconos de los derechos civiles representados en el Muro de la Libertad de Buffalo, Nueva York. Y una cita del discurso de Hamer en la Convención Nacional Demócrata de 1964 está tallada en una de las once columnas de granito en el Jardín de Derechos Civiles en Atlantic City, donde se llevó a cabo la convención.
Fannie Lou Hamer Freedom High School se creó en el Bronx, Nueva York, con un enfoque en las humanidades y la justicia social.
En 2017 se inauguró el Fannie Lou Hamer Black Resource Center en la Universidad de California en Berkeley.
En 2018 la recaudación de fondos de la Cena Jefferson-Jackson del Partido Demócrata de Misisipi pasó a llamarse Cena Hamer-Winter en honor a Hamer y al exgobernador William Winter.
La tercera Marcha Anual de Mujeres, celebrada en Atlantic City, Nueva Jersey, el 19 de enero de 2019, estuvo dedicada a la vida y el legado de Hamer. Asistieron varios cientos de personas, en representación de muchas organizaciones. Varios estudiantes de Fannie Lou Hamer Freedom High School asistieron a pesar del estado de emergencia declarado por el gobernador de Nueva Jersey Murphy debido a una inminente tormenta de nieve.

## Obras
- Fannie Lou Hamer, Julius Lester y Mary Varela, Alabado sea nuestros puentes: una autobiografía, 1967[42]
- Hamer, Smithsonian Folkways Recordings, Songs My Mother Taught Me (álbum), 2015[70]
- Hamer (2011). The Speeches of Fannie Lou Hamer: To Tell It Like It Is. Prensa de la Universidad de Misisipi. ISBN 9781604738230

## Otras lecturas
- Colman, Penny (1993). Fannie Lou Hamer y la lucha por el voto. La prensa de Millbrook
- Kling, Susan (1979). Fannie Lou Hamer: una biografía. Chicago: Mujeres por la Igualdad Racial y Económica.
- Lee, Chana Kai, Por el bien de la libertad: La vida de Fannie Lou Hamer. 2000. ISBN 9780252069369
- Mills, Kay (1993). Esta pequeña luz mía: La vida de Fannie Lou Hamer. Nueva York: Dutton.
- Moye, J. Todd. Let the People Decide: Black Freedom and White Resistance Movements in Sunflower County, Mississippi, 1945–1986, University of North Carolina Press, 2004.
- O'Dell, Jack (1965). "La vida en Mississippi: una entrevista con Fannie Lou Hamer".
- Payne, Charles M. (1995). Tengo la luz de la libertad: la tradición organizativa y la lucha por la libertad de Mississippi. Berkeley: Prensa de la Universidad de California. ISBN 0-520-20706-8.
- Ware, Susan y Stacy Lorraine. Braukman. Mujeres estadounidenses notables: un diccionario biográfico - Completando el siglo XX. Belknap, 2005.
- Weatherford, Carole Boston, Voice of Freedom: Fannie Lou Hamer, Espíritu del Movimiento de Derechos Civiles. Dreamscape Media, 2016.ISBN 9781520016740